# اسمحوا لي أن أقف وحدي (كتاب)
اسمحوا لي أن أقف وحدي هو كتاب يحتوي على كتابات مجمعة بما في ذلك مذكرات وخطابات لراشيل كوري، نشرته شركة دبليو دبليو نورتون وشركاه في عام 2008. قُتلت كوري عام 2003 على يد جرافة مدرعة تابعة للجيش الإسرائيلي أثناء احتجاجها على تدمير منزل في غزة مملوك لطبيب فلسطيني.

وفقًا لشركة دبليو دبليو نورتون وشركاه:
كيف نجد طريقنا في العالم؟ كيف تؤثر أفعالنا على الآخرين؟ ماذا ندين لبقية البشرية؟ هذه هي الأسئلة الخالدة التي طرحتها ببلاغة راشيل كوري، الناشطة الأمريكية الشابة التي قُتلت في 16 مارس 2003، بينما كانت تحاول منع هدم منزل عائلة فلسطينية في قطاع غزة. 
«مجموعة إدخالات دفتر اليومية الخاصة بها تفتح نافذة على نضج امرأة شابة تسعى إلى جعل العالم مكانًا أفضل.»

## المؤلفات
- راشيل كوري، اسمحوا لي أن أقف وحدي، دبليو دبليو نورتون وشركاه، 2008، (ردمك 0393065715)

## روابط خارجية
- سأرقص وألعب كرة السلة وسيكون لدي قصص حقيقية لأرويها. لن أكون مجرد كيس من الكلمات...". - يوميات راشيل كوري، الأوبزرفر ، الأحد 2 مارس 2008